# Le Rideau cramoisi
Cet article concerne un film. Pour la nouvelle qui l'a inspiré, voir Les Diaboliques (nouvelles).
Cet article concerne un film. Pour le roman policier de John Dickson Carr, voir Le Rideau cramoisi (Carr).
Pour plus de détails, voir Fiche technique et Distribution.
Le Rideau cramoisi est un film français réalisé par Alexandre Astruc, sorti en 1953.
Ce moyen métrage est sorti rassemblé avec un autre, intitulé Mina de Vanghel, sous la forme d'un film à sketches : Les Crimes de l'amour.

## Synopsis
La nouvelle commence dans une  voiture à chevaux. Le narrateur voyage en compagnie du Vicomte de Brassard, qui, à la suite d’un arrêt devant une maison, va lui raconter un évènement troublant de sa vie de jeune homme. Alors qu’il était tout juste lieutenant il logeait chez un couple. Leur fille rentra de pension et le Vicomte finit par avoir une aventure avec elle. Pour venir le retrouver, la jeune fille nommée Albertine, doit traverser la chambre de ses parents. Mais un soir, brutalement, Albertine meurt dans les bras de Brassard. Il ne sait plus quoi faire et, mortifié, il rapporte son cadavre dans sa chambre et fuit.

## Fiche technique
- Titre : Le Rideau cramoisi
- Réalisation : Alexandre Astruc, assisté de Jean Leduc
- Scénario : Alexandre Astruc d'après Le Rideau cramoisi, première des six Diaboliques de Jules Barbey d'Aurevilly
- Production : Sacha Kamenka
- Musique : Jean-Jacques Grunenwald
- Photographie : Eugen Schüfftan
- Décors : Mayo
- Costumes : Mayo
- Sociétés de production : Argos Films et Como Film
- Pays d'origine :  France
- Format : Noir et blanc - 1,37:1 - Mono
- Genre : Court métrage dramatique
- Durée : 44 minutes
- Date de sortie : 
  - France - 6 mars 1953

## Distribution
- Anouk Aimée : Albertine
- Yves Furet : le narrateur
- Marguerite Garcya : la mère d'Albertine
- Jim Gérald : le père d'Albertine
- Jean-Claude Pascal : l'officier

## Tournage
Le film fut tourné en partie dans le décor naturel de la Schola Cantorum de Vincent d'Indy, ancien couvent bénédictin sis 269, rue Saint-Jacques dans le 5e arrondissement de Paris.

## Distinctions
Le Rideau cramoisi a remporté le prix Louis-Delluc en 1952.
Le film est par ailleurs présenté hors compétition au Festival de Cannes 1952.